# Bennebroek
Bennebroek este o localitate în Țările de Jos, în comuna Bloemendaal din provincia Olanda de Nord, Țările de Jos. Până în 2009 localitatea era o comună separată fiind pentru mult timp cea mai mică comună olandeză.